# Национални блокове
Национални блокове (на италиански: Blocchi Nazionali) е дясна коалиция в Кралство Италия, създадена за изборите от 1921 г.

## История
Националните блокове включват Либералната партия на бившия министър-председател Джовани Джолити, Италианския съюз на борбата, ръководен от Бенито Мусолини, Италианската националистическа асоциация, водена от Енрико Корадини, и други по-малки десни сили.
Коалицията получава 19,1% от гласовете и общо 105 депутати, от тях 35 фашисти (включително Мусолини). Почти всички депутати подкрепят правителството на Мусолини, което встъпва в длъжност на 31 октомври 1922 г. след похода към Рим.

## Състав
| Партия | Партия                                 | Идеология            | Лидер           |
| ------ | -------------------------------------- | -------------------- | --------------- |
|        | Италианска либерална партия            | Либерализъм          | Джовани Джолити |
|        | Италиански съюз на борбата             | Фашизъм              | Бенито Мусолини |
|        | Италианска националистическа асоциация | Национализъм         | Енрико Корадини |
|        | Италианска социалдемократическа партия | Социален либерализъм | Джовани Колона  |

## Резултати
| Камара на представителите |                |                |                   |     |                 |
| Година                    | # на гласовете | % от общия вот | # от общите места | +/– | Лидер           |
| 1921 г.                   | 1 260 007 (#3) | 19.1           | 105 / 535         | –   | Джовани Джилоти |